# Focalor
Focalor (Forcalor, Furcalor), u demonologiji, četrdeset i prvi duh Goecije koji upravlja nad trideset legija duhova u paklu. Močan je i snažan vojvoda. Javlja se u obliku čovjeka s grifonovim krilima. Njegova dužnost je ubijati ljude, potapati ih u vodu te uništavati ratne brodove, budući da ima moć nad vjetrovima i morima. Neće ozlijediti ni ubiti nijednog čovjek te neće uništiti nijednu stvar, koliko mu to naredi čarobnjak koji ga je prizvao.
Prije svoga pada, Focalor je bio član anđeoskog Reda Prijestolja i nadao se kako bi se mogao vratiti na Sedmo Prijestolje nakon tisuću godina, ali njegove su nade bile iznevjerene.